# Амфітріон (Плавт)
«Амфітріон» — одна з трагікомічних п'єс давньоримського автора Тита Макція Плавта на міфологічну тему, що розповідає про перебування Зевса і Меркурія на землі.
П'єса, за твердженням самого автора, не може бути названа «комедією». У пролозі Меркурій, переказуючи її зміст, говорить:
|  | Вам мішанину дам, трагікомедію. Не може буть комедія суцільною: Царі й боги усіх учасники подій. То як же бути? Роль раба знайшлась відразу: От і можливість для трагікомедії.(59-63) |

У той час, як фіванський цар Амфітріон воює з розбійницьким плем'ям телебоїв, Юпітер спокушає його дружину Алкмену. З цією метою він набирає вигляду царя, а Меркурій — його раба Сосія. Уся вистава побудована на комічних «qui pro quo», оскільки з'являються то справжній Амфітріон і Сосія, то їхні двійники-боги, у зв'язку з чим створюється велика кількість комічних ситуацій. Наприклад, Алкмена попрощавшись з Амфітріоном-Юпітером, який ніби поспішає до війська, раптом бачить свого чоловіка, який повернувся з походу. Їхній діалог побудований увесь на прийомі «хто про що». Так і не зрозумівши один одного, вони розсерджено розходяться. Алкмена вирішує піти від чоловіка, Амфітріон йде за свідком. Та повертається Амфітріон-Юпітер, якому доводиться вибачатися за «непорозуміння» в попередній розмові, Алкмена примиряється з ним.
У фіналі Юпітер розповідає, що цариця народила двох синів, один з них — Геракл, його власний, який прославить фіванського царя своїми подвигами, і наказує Амфітріонові повернутися до дружини без усяких скарг:
|  | Ти до Алкмени повернись із згодою, Облишивши докори незаслужені. (1140-1141) |

Царю лишається підкоритися майбутньому богові й закликати глядачів привітати його голосними оплесками. З усього, що сталося, він робить один покірливий висновок:
|  | Так, зовсім кривди тут нема мені, Що половину благ я поділив з Юпітером. (1124-1125) |

Проте ця думка не на користь Юпітера. Плавт і перед цим неодноразово знижує образ вищого бога іронічними репліками Меркурія, який нагадує глядачам про досить фривольне його ставлення до смертних жінок:
|  | Такий Юпітер, батько мій, ви знаєте: Тож вільно він до справ подібних ставиться... Від чоловіка тайкома почав жону кохати — Алкмену... Вона тепер вагітна двічі: Від чоловіка і великого Юпітера. (104-105, 107-108, 110-111) |

В іншому епізоді Меркурій просто знущається з батька, висміює його то як закоханого юнака, то як боягуза, який тремтить перед гнівом дружини:
|  | Почула б це Юнона, то схотів би ти Вже не Юпітером — Амфітріоном стать. (514-515) |

Подібне зображення верховного божества свідчило, що криза олімпійської релігії, розпочавшись в Греції, вплинула і на Рим, боги якого також почали потрохи залишати свої п'єдестали.
З усіх образів цієї п'єси найпривабливішим є Алкмена — доброчесна і вірна дружина, наділена всіма найкращими якостями римської жінки.
Слід додати, що Мольєр використав сюжет «Амфітріона» для своєї однойменної комедії, в якій уїдливо висміяв аморалізм французького дворянства.